# Glyphicnemis vagabunda
Glyphicnemis vagabunda är en stekelart som först beskrevs av Johann Ludwig Christian Gravenhorst 1829.  Glyphicnemis vagabunda ingår i släktet Glyphicnemis och familjen brokparasitsteklar. Arten är reproducerande i Sverige. Inga underarter finns listade i Catalogue of Life.